# Краківський конгрес

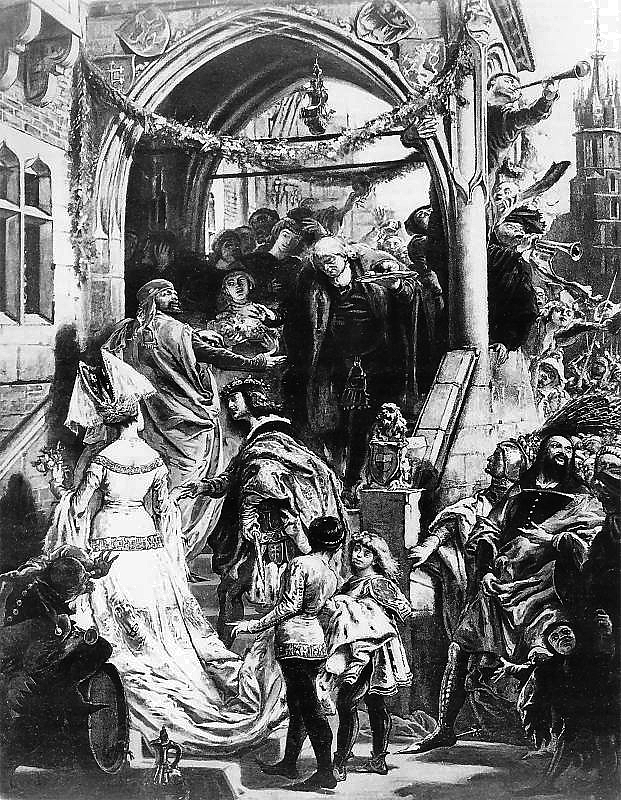
Краківський з'їзд

Краківський з'їзд (Краківський конгрес) (пол. Zjazd krakowski) ― зустріч європейських монархів, організована за ініціативи польського короля Казимира III Великого, що пройшла у Кракові з 22 по 27 вересня 1364 року. Приводом для скликання зборів, швидше за все, був запропонований хрестовий похід проти турків, але головним чином на з'їзді обговорювалися питання європейської дипломатії, пов'язані з підтриманням мирних відносин і балансу сил в Центральній Європі, а також узгодження спільної відповіді на турецьку загрозу в рамках проекту спілки центрально-європейських держав.
Учасниками і гостями польського короля були Карл IV, імператор Священної Римської імперії, король Угорщини Людовик I, Данський король Вальдемар IV Аттердаг, король Кіпру Петро I, Мазовецький князь Земовит III, Свидницький князь Болько II, Опольський князь Владислав Опольчик, герцог Австрії Рудольф IV, князь Поморсько-Вольгастський Богуслав V Великий, герцог Померанії Казимир IV, герцог Верхньої Баварії Отто V і курфюрст Бранденбургу Людвиг VI Римлянин.
Конгрес, який проходив у мальовничих околицях, мав за свою мету показати владу, багатство і могутність польського короля. Звістка про нього рознеслася по всій Європі. Бенкет, організований міською радою, було проведено в будинку краківського купця Миколи Вержинека. Приводом для свята, яке, за словами хроніста Яна Длугоша, тривало 21 день, стало недавнє весілля імператора Карла IV і Єлизаветою Померанської, онуки Казимира.
Ряд доступних середньовічних джерел не завжди сходяться на одній і тій же даті. Можливо, насправді мало місце два окремих з'їзди: один у 1363 році, який був пов'язаний зі шлюбом, та ще один у 1364 році, коли пройшли політичні збори монархів. У 1364 році серед обговорюваних питань були спадкування польського престолу Анжуйським домом, ратифікація мирного договору між Людовиком I і Карлом IV, де посередниками виступали Казимир III і Болко II . Важливим історичним джерелом є вірш Гійома де Машо, який описав бенкет в будинку «Вежинек».